# Додонов, Афанасий Алексеевич
Афанасий Алексеевич Додонов (1913—1995) — советский учёный, профессор, доктор экономических наук.
Автор ряда работ по бухгалтерскому учёту, публиковавшихся в журналах «Вестник статистики» и «Бухгалтерский учёт». Его научные труды были переизданы во многих странах мира и использовались в экономических вузах.

## Биография
Родился 13 февраля 1913 года.
Окончил Ленинградский финансово-экономический институт (ныне Санкт-Петербургский государственный экономический университет). Был участником Великой Отечественной войны с начала и до её окончания. На фронте возглавлял финансовый отдел бригады особого назначения.
По окончании войны, в 1945 году, поступил в аспирантуру Московского финансового института (ныне Финансовый университет при Правительстве Российской Федерации) на кафедру бухгалтерского учёта и анализа. В 1948 году защитил кандидатскую диссертацию, в 1958 году — докторскую («Проблемы бухгалтерского учёта в промышленности СССР»).
В 1958—1969 годах Афанасий Додонов заведовал кафедрой бухгалтерского учёта Московского финансового института. Затем, до ухода на пенсию в 1986 году — возглавлял кафедру Московского технологического института бытового обслуживания (ныне Российский государственный университет туризма и сервиса).
В своей научной деятельности занимался широким кругом вопросов сферы бухгалтерского учёта, разработав бескарточную систему механизированного и автоматизированного учёта. Под его научным руководством подготовили кандидатские и докторские диссертации многие последователи бухгалтерско-аналитической школы СССР.
Умер в 1995 году.
За боевые заслуги в годы Великой Отечественной войны и послевоенные трудовые успехи Афанасий Алексеевич был награждён орденами Отечественной войны 1-й степени, Красной Звезды и «Знак Почёта», а также медалями.